# 黃玉蘭 (籃球教練)
黃玉蘭（1958年10月7日—），屏東內埔人，臺灣籃球教練、前運動員，場上位置為中鋒，父母務農，黃玉蘭是家裡七名小孩當中的老么，就讀僑智國小時曾是排球校隊的大錘，升上國中改練田徑三鐵，曾參加縣運比賽改寫鉛球與鐵餅紀錄，1974年加入華航女籃，1988年11月因為錢一飛改接掌台元女籃兵符，由隊長黃玉蘭退休暫代教頭職務，1989年6月黃玉蘭正式接掌華航女籃兵符，1993年11月兼任華航女籃經理。

## 外部連結
- 黃玉蘭在fiba.basketball（英语）
- 黃玉蘭在archive.fiba.com（archived）（英语）